# Merodontina bellicosa
Merodontina bellicosa là một loài ruồi trong họ Asilidae. Merodontina bellicosa được Scarbrough & Constantino miêu tả năm 2005. Loài này phân bố ở miền Ấn Độ - Mã Lai.